# Volume courant
Le volume courant (noté VT) est le volume d'air qui entre ou sort des poumons lors d'une respiration normale. Le volume courant est d'environ 400 mL et 500 mL, respectivement chez une femme et un homme moyens en bonne santé.
Il se différencie du :
- volume de réserve inspiratoire, le volume d'air inspiré après une inspiration normale, c'est-à-dire après avoir inspiré le volume courant ;
- volume de réserve expiratoire, le volume d'air expiré après une expiration normale, c'est-à-dire après avoir expiré le volume courant.